# يامبا (كولورادو)
يامبا (بالإنجليزية: Yampa, Colorado)‏ هي بلدة تقع في مقاطعة روت بولاية كولورادو في الولايات المتحدة. تبلغ مساحتها 0.6 (كم²)، وترتفع عن سطح البحر 2402 م، بلغ عدد سكانها 443 نسمة في عام 2000 حسب إحصاء مكتب تعداد الولايات المتحدة وتصل الكثافة السكانية فيها 738.3 نسمة/كم2.

## وصلات خارجية
- The US50 - Cities and Towns in Colorado State
- Colorado Cities and Towns, Facts, Map, Flag, Colleges, Government, and More